# Les Trois Mousquetaires: Milady
Les Trois Mousquetaires: Milady is een epische actie-avonturenfilm uit 2023, geregisseerd door Martin Bourboulon en losjes gebaseerd op de roman De drie musketiers uit 1844 van Alexandre Dumas. De film is het tweede deel van een tweedelige film en het vervolg op Les Trois Mousquetaires: D'Artagnan uit 2023.

## Verhaal
Constance Bonacieux wordt voor de ogen van D'Artagnan ontvoerd. In een verwoede zoektocht om haar te redden wordt de jonge musketier gedwongen een bondgenootschap te sluiten met de mysterieuze Milady de Winter. Als de oorlog wordt verklaard, hebben Athos, Porthos en Aramis zich al bij het front aangesloten. Bovendien zal een vreselijk geheim uit het verleden alle oude allianties vernietigen.

## Rolverdeling
| Acteur              | Personage             |
| ------------------- | --------------------- |
| François Civil      | D'Artagnan            |
| Vincent Cassel      | Athos                 |
| Romain Duris        | Aramis                |
| Pio Marmaï          | Porthos               |
| Eva Green           | Milady de Winter      |
| Lyna Khoudri        | Constance Bonacieux   |
| Louis Garrel        | Louis XIII            |
| Vicky Krieps        | Anne d'Autriche       |
| Jacob Fortune-Lloyd | Duc de Buckingham     |
| Éric Ruf            | Cardinal de Richelieu |
| Julien Frison       | Gaston de France      |
| Marc Barbé          | capitaine de Tréville |

## Release
De film ging in première op 18 november 2023 op het Festival Varilux de Cinema Francês in Rio de Janeiro.

## Ontvangst
Op Rotten Tomatoes heeft Les Trois Mousquetaires: Milady een waarde van 91% en een gemiddelde score van 7,10/10, gebaseerd op 23 recensies. Op Metacritic heeft de film een gemiddelde score van 78/100, gebaseerd op 4 recensies.

## Prijzen en nominaties
De belangrijkste:
| Jaar | Prijs  | Categorie              | Genomineerde(n)                                                              | Uitslag     |
| ---- | ------ | ---------------------- | ---------------------------------------------------------------------------- | ----------- |
| 2024 | Césars | Beste cinematografie   | Nicolas Bolduc                                                               | Genomineerd |
| 2024 | Césars | Beste geluid           | David Rit, Gwennolé Le Borgne, Olivier Touche, Cyril Holtz en Niels Barletta | Genomineerd |
| 2024 | Césars | Beste filmmuziek       | Guillaume Roussel                                                            | Genomineerd |
| 2024 | Césars | Beste kostuums         | Thierry Delettre                                                             | Genomineerd |
| 2024 | Césars | Beste decors           | Stéphane Taillasson                                                          | Gewonnen    |
| 2024 | Césars | Beste visuele effecten | Olivier Cauwet                                                               | Genomineerd |